# Saint-Germainmont
 Saint-Germainmont  là một xã ở tỉnh Ardennes, thuộc vùng Grand Est ở phía bắc nước Pháp.